# 438 Zeuxo
För andra betydelser, se Zeuxo (olika betydelser).
438 Zeuxo eller 1898 DU är en asteroid i huvudbältet, som upptäcktes 8 november 1898 av den franske astronomen Auguste Charlois. Den har fått sitt namn efter den grekiska vattennymfen Zeuxo.
Asteroiden har en diameter på ungefär 58 kilometer.